# Centro de Historia de Austin

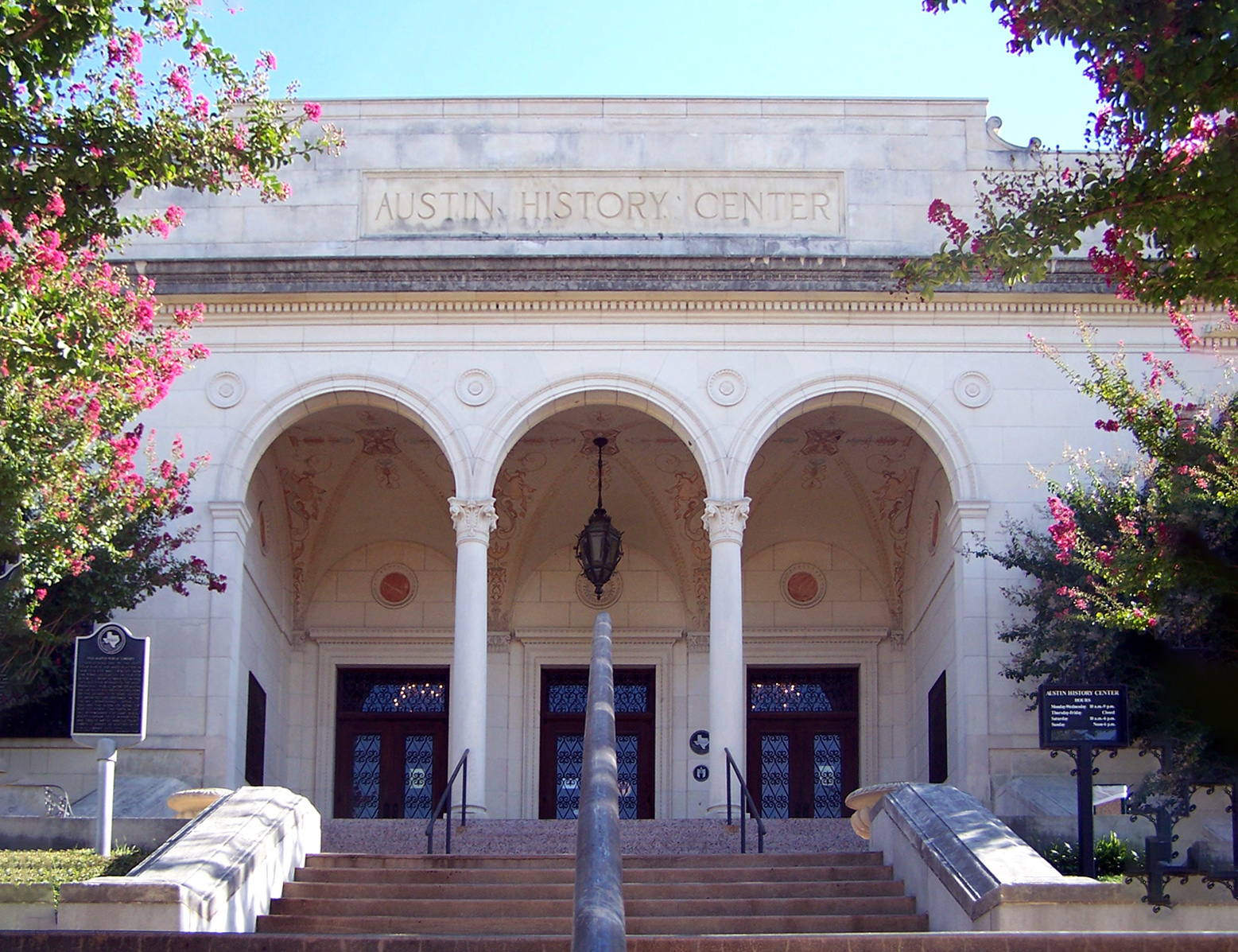
Entrada principal

El Centro de Historia de Austin (Austin History Center o AHC) es un centro de la Biblioteca Pública de Austin para la colección de la historia local. Es en el Registro Nacional de Lugares Históricos.
El centro fue establecido en 1955; en 1979 ocupaba la totalidad del antiguo edificio bibiliotecario de 1933 después de la construcción de la nueva biblioteca John Henry Faulk.